# Donji Vukšinac
Donji Vukšinac – wieś w Chorwacji, w żupanii zagrzebskiej, w gminie Dubrava. W 2011 roku liczyła 117 mieszkańców.